# Погорина (журнал)
«Погори́на» — літературно-краєзнавчий журнал Рівненської організації Національної спілки письменників України. Видається за фінансового сприяння обласної ради. Назва  походить  від річки Горинь.
Журнал "Погорина" заснований у 1994 році як літературний альманах. П'ять випусків альманаху вийшло у рівненському видавництві "Азалія". З 2006 року альманах набув статусу журналу.
Перший редактор — Євген Цимбалюк. Нинішній — Галина Гнатюк. У журнал регулярно вміщується хроніка життя Рівненської обласної організації НСПУ, художні твори місцевих авторів, краєзнавчі статті про історію та культуру Рівненщини.  Серед авторів журналу — письменники Євген Шморгун, Лідія Рибенко, Вікторія Климентовська, Петро Велесик, Юрій Береза, Анна Войнарович, Неоніла Диб'як, Борис Боровець,  Віктор Мазаний, Володимир Ящук, Микола Тимчак, Лідія Гольонко, Ірина Сваха (Одерако), Іванна Голуб, Наталія Демедюк, фотограф Анатолій Мізерний.
Літературно-краєзнавчий журнал «Погорина» став «Кращим історико-краєзнавчим виданням Рівненщини» у 2012 році.
В кінці 2024 року вийшов 35 номер журналу.